# Encarsia kemneri
Encarsia kemneri is een vliesvleugelig insect uit de familie Aphelinidae. De wetenschappelijke naam is voor het eerst geldig gepubliceerd in 1947 door Ahlberg.